# هرلد والتر بیلی
هرِلد والتر بیلی (به انگلیسی: Harold Walter Bailey) (۱۸۹۹ –  ۱۹۹۶) خاورشناس و ایران‌شناس نامدار بریتانیایی و متخصص زبان ختنی بود.

## زندگی
وی در ویلتشر به دنیا آمد. از ده‌سالگی، به‌دلیل مهاجرت به استرالیا، از دسترسی به آموزش رسمی محروم بود. یادگیری زبان‌های یونانی، لاتین و زبان‌های غیراروپایی و اوستایی را از نوجوانی آغاز کرد.
در ۱۹۲۱ در دانشگاه استرالیای غربی به تحصیل زبان‌های کلاسیک پرداخت. 
در  ۱۹۲۷، پس از فارغ‌التحصیلی از آن دانشگاه، برندهٔ بورس تحصیلی دانشگاه آکسفورد شد. 
در ۱۹۲۹ به‌عنوان مدرس کرسی جامعهٔ پارسیان در دانشکدهٔ مطالعات شرقی لندن منصوب شد. در همان سال، کار رسالهٔ دکتری خود را آغاز کرد که موضوع آن ترجمه و تحشیهٔ بندهشن، متن زرتشتی از زبان پهلوی بود. 
در  ۱۹۳۷ به‌عنوان استاد کرسی زبان سانسکریت در کویینز کالج دانشگاه کیمبریج انتخاب شد، و در دانشکدهٔ مطالعات شرقی، پس از درگذشت والتر هنینگ در سال ۱۹۶۷، جانشین او شد.
وی را یکی از برجسته‌ترین ایران‌شناسان قرن بیستم دانسته‌اند. او قادر به خواندن بیش از پنجاه زبان بوده‌است. 
تخصص اصلی او در زبان ختنی (سکایی)، زبان ایرانی سرزمین ختن در ترکستان چین (ترکستان شرقی) بود. 

## آثار
موضوعات زرتشتی در کتاب‌های قرن نهم (۱۹۴۳)
متن‌های ختنی (۱۹۴۵)، 
متن‌های بودایی ـ ختنی (۱۹۴۱) 
مطالعات هندوسکایی متن‌های ختنی (۱۹۵۳)
فرهنگ سکاها در ختن ایرانی ۱۹۸۲